# Christian Keysers

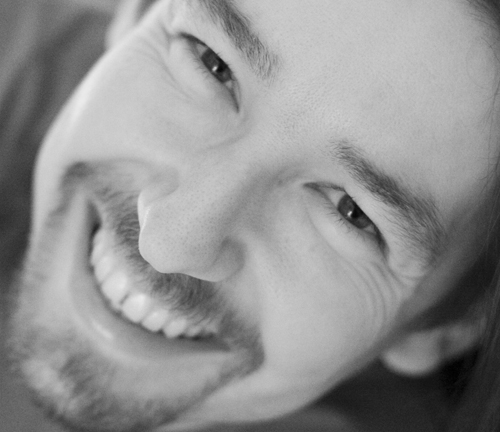
Christian Keysers, 2007

Christian Keysers (* 27. Juni 1973 in Belgien) ist ein deutsch-französischer Neurowissenschaftler.

## Leben
Christian Keysers, Sohn eines deutsch-französischen Vaters und einer deutschen Mutter, wuchs im französischsprachigen Belgien auf. Von 1987 bis 1991 besuchte er die Europäische Schule in München. Ab 1991 studierte er Psychologie und Biologie an der Universität Konstanz, an der Ruhr-Universität Bochum und in Boston. Seine Promotion schloss er im Jahr 2000 an der University of St Andrews in Schottland ab, wo er am Institut von David Perrett arbeitete. Von 2000 bis 2004 forschte er als Post-Doktorand bei Giacomo Rizzolatti an der Universität Parma und entdeckte dort die Rolle der Spiegelneuronen bei Berührungen und Ekel.
Keysers ist Full Professor for the Social Brain an der Medizinischen Fakultät der Reichsuniversität Groningen. Seine Forschungsschwerpunkte sind Neuroimaging, Neurowissenschaften und biologische Psychologie. Außerdem leitet er die Forschungsgruppe „Neurobiologie der Empathie“ am Social Brain Lab am Institut für Neurowissenschaft in Amsterdam, welches ein Grundlagenforschungsinstitut der Königlich Niederländischen Akademie der Wissenschaften ist. Im Januar 2013 erhielt er einen ERC Starting Grant des Europäischen Forschungsrates. 2016 wurde er zum Mitglied der Academia Europaea gewählt.

## Schriften (Auswahl)
- The Empathic Brain. How the Discovery of Mirror Neurons Changes Our Understanding of Human Nature, Lexington, Ky. Social Brain Press, 2011, 246 S. ISBN 978-1-4637-6906-2. Deutsch: Unser empathisches Gehirn: Warum wir verstehen, was andere fühlen, übersetzt von Hainer Kober, München Bertelsmann 2013, 320 S. ISBN 978-3-570-00954-3
- Qin, C., Michon, F., Onuki, Y., Ishishita, Y., Otani, K., Kawai, K., ... Fries, P. & Keysers, C. (2023): Predictability alters information flow during action observation in human electrocorticographic activity. Cell Reports, 42(11) 113432.
- Hasson U, Ghazanfar AA, Galantucci B, Garrod S, Keysers C: Brain-to-brain coupling: a mechanism for creating and sharing a social world. Trends Cogn Sci. 2012 Feb;16(2):114-21. doi:10.1016/j.tics.2011.12.007.
- mit Wicker, B., C. Plailly, J., Royet, J., P., Gallese, V. und Rizzolatti, G. (2003): Both of Us Disgusted in My Insula: the Common Neural Basis of Seeing and Feeling Disgust. Neuron 40:655-664, 2003
- mit Kohler, E., Umiltà M.A. Fogassi L., Nanetti L. and Gallese V.: Audio-visual mirror neurones and action recognition 2003; PDF-Datei; 471 kB; englisch (Memento vom 16. Mai 2006 im Internet Archive)

## Rezeption
- „Eine fast mystische Verbindung“, SPIEGEL-Gespräch mit Christian Keysers, Der Spiegel 29/2013 vom 15. Juli 2013